# Мост в Арте
Артский мост — каменный арочный мост через реку Арахос (греч. Άραχθος) в эпирском городе Арта (Греция). Первый мост на этом месте построен в эпоху деспотата. Существующее сооружение датируется XVII веком (в некоторых источниках указывается 1602 год).
Согласно легенде ежедневно 60 учеников и 45 мастеров под руководством главного строителя пытались построить мост, но он падал каждую ночь. Наконец птица с человеческим голосом сказала главному строителю, что для того, чтобы мост стоял, он должен принести в жертву свою супругу. Когда жену замуровали, она сначала проклинала, но в итоге благословила строителей.